# Schlumpfine-Prinzip
Das Schlumpfine-Prinzip (englisch Smurfette Principle) ist ein Konzept in Film und Fernsehen, das beschreibt, wenn in einer Gruppe von Hauptcharakteren nur eine weibliche Hauptfigur vorkommt. Geprägt wurde der Begriff 1991 von Schriftstellerin und Kritikerin Katha Pollitt, die das Prinzip nach Schlumpfine (im Original „Schtroumpfette“, englisch „Smurfette“) aus der Serie Die Schlümpfe benannte:

„Die heutigen Serien sind entweder in erster Linie rein männlich, wie ‚Garfield‘, oder sind nach dem, was ich das ‚Schlumpfine-Prinzip‘ nenne, organisiert: eine Gruppe männlicher Freunde werden durch einen einzigen weiblichen Charakter, meistens sehr stereotyp dargestellt, akzentuiert.“

Das Prinzip beschreibt eine männlich-dominierte Geschichte, in der weibliche Charaktere als Ausnahmen von der Regel gesehen werden, die nur in einer Beziehung zu Männern existieren. Der weibliche Charakter kann eine aktive Rolle in der Handlung übernehmen, muss es aber nicht. Oft repräsentiert diese Figur lediglich „alles Weibliche“, und ihr einziger Wesenszug ist, dass sie Frau oder Mädchen ist. So sieht man die weiblichen Charaktere oft als Mutterfigur, „Glamour Queen“, als kleine Schwester in rosa Kleidung oder als weiblichen Sidekick.

## Entwicklung
2011 brachte Pollitt das Prinzip erneut in der Zeitschrift The Atlantic zur Sprache, da das Problem dieser ungleichen Charakter-Verteilung ein immer noch aktuelles und relevantes war. Sie betont, dass sich das Prinzip nicht lediglich in Kinderserien findet und nennt als Beispiele J.J. Abrams Film Super 8 aus dem Jahr (lediglich ein weiblicher Hauptcharakter, gespielt von Elle Fanning), aber auch die Aufstellung der Nachrichtensprecher des US-Nachrichtensenders MSNBC desselben Jahres (eine Frau, Rachel Maddow, unter zahlreichen männlichen Kollegen).
Der Begriff „Schlumpfine-Prinzip“ ist bis heute in Gebrauch und findet sich oft in Film- oder Serienkritiken, in denen der Mangel weiblicher (Haupt-)Rollen in Blockbustern und erfolgreichen Serien thematisiert wird.

## Beispiele
Beispiele für das Schlumpfine-Prinzip finden sich unter anderem in folgenden Serien und Filmen:
- Miss Piggy in der Muppet Show[2]
- Prinzessin Leia in Star Wars[6]
- Penny in The Big Bang Theory[6] (in Staffeln 1–3)
- Elaine Benes in Seinfeld[7]
- Kanga in Winnie Puuh[2]
- Gaby in TKKG
- April in Teenage Mutant Ninja Turtles[2]
- Gamora in Guardians of the Galaxy[8]
- Black Widow in Marvels The Avengers[8]
- Eleven in Stranger Things (in Staffeln 1–2)[3]
- Tess Ocean in Ocean’s Eleven
- Trinity in The Matrix
- Tauriel in Der Hobbit: Smaugs Einöde und Der Hobbit: Die Schlacht der Fünf Heere
- Bianca Castafiore in Tim und Struppi
- Vanessa in Die Wilden Fußballkerle
- Emma Wolfshagen im Club der roten Bänder
- Skye in PAW Patrol (in Staffeln 1–2)[9]